# 상추시
상추(상구, 중국어: 商丘, 병음: Shāngqiū)는 허난성의 동쪽에 있는 도시이다. 북서쪽으로 카이펑, 남서쪽으로 저우커우와 접하고 북동쪽으로 산둥성, 남동쪽으로 안후이성과 접한다. 유구한 역사를 지닌 고대 도시로, 상추는 상나라의 첫 번째 수도였다.
한 때 단지 작은 마을이었던 상추는 최근에 두드러지게 성장했다. 상추는 주요 철로의 교차점에 놓여있어 지리적으로 중요하며 이곳의 기차역은 지역의 주요 교통 중심이다.

## 역사
상추의 역사는 중국 역사의 태동과 밀접한 관련이 있다. 삼황오제 기간(약 BC25세기)으로 거슬러 올라가서 황제 신농, 전욱, 제곡은 현재의 상추 지역에서 살았다. 제곡의 아들 설(契)은 홍수를 조절하기 위해 우(禹)에게 도움을 요청하고 그에게 상 지역(현재의 상추)에 영지를 하사했는데 이로써 우는 고대 상 민족의 조상이 되었다. 이 설화는 상나라 사람들이 이웃한 나라들과 우마차와 함께 배로 상품을 교역하기 시작했음을 말해준다. 이때 이래로 상업에 종사하는 사람들을 상인(商人)으로 부르게 되었고 현재까지 이어지고 있다. 설(契(계)를 설(卨)로 읽음)의 13대 손인 탕왕은 하나라의 통치를 전복시키고 상나라를 세웠고 첫 수도를 남박(南亳)(현재의 상추 남쪽)에 두었다. BC11세기 무렵에 상나라는 주나라로 대체되었다. 상나라 왕의 자손들에게 상추 지역에 영지를 주었고 훗날 송나라가 되었다.
1997년 6월 1일, 상추 시가 설립되었다.
3황5제의 3황중 첫번째 황은 수인씨로서, 수만년전에 상구(商丘)에 수명국(燧明國)이란 나라를 세워서 다스렸다고 한다. 전설이긴 하지만 수만년전이면 구석기시대에 해당한다. 

## 지리와 기후
상추는 허난성 동부에 위치해있다. 위도는 33°43′N~34°52′N, 경도는 114°49′E~116°39′E이다. 상추의 면적은 10,658km2이고 인구는 890만(2007)이다. 기후는 전형적인 온대 기후로 봄은 따뜻하고 여름은 더우며 가을은 시원하고 겨울은 춥다. 연평균 기온은 14.6 °C이고 연평균 강수량은 약 741mm이다. 무상일수는 211일, 연평균 일조시간은 1884시간이다.
| 상추시의 기후                                                 | 상추시의 기후 | 상추시의 기후 | 상추시의 기후 | 상추시의 기후 | 상추시의 기후 | 상추시의 기후 | 상추시의 기후 | 상추시의 기후 | 상추시의 기후 | 상추시의 기후 | 상추시의 기후 | 상추시의 기후 | 상추시의 기후 |
| 월                                                            | 1월           | 2월           | 3월           | 4월           | 5월           | 6월           | 7월           | 8월           | 9월           | 10월          | 11월          | 12월          | 연간          |
| ------------------------------------------------------------- | ------------- | ------------- | ------------- | ------------- | ------------- | ------------- | ------------- | ------------- | ------------- | ------------- | ------------- | ------------- | ------------- |
| 역대 최고 기온 °C (°F)                                        | 18.2 (64.8)   | 25.9 (78.6)   | 28.2 (82.8)   | 33.5 (92.3)   | 38.1 (100.6)  | 41.3 (106.3)  | 39.4 (102.9)  | 37.9 (100.2)  | 35.8 (96.4)   | 35.0 (95.0)   | 27.5 (81.5)   | 20.3 (68.5)   | 41.3 (106.3)  |
| 일평균 최고 기온 °C (°F)                                      | 5.4 (41.7)    | 9.2 (48.6)    | 15.0 (59.0)   | 21.4 (70.5)   | 26.7 (80.1)   | 31.5 (88.7)   | 32.0 (89.6)   | 30.6 (87.1)   | 27.0 (80.6)   | 21.9 (71.4)   | 14.0 (57.2)   | 7.5 (45.5)    | 20.2 (68.3)   |
| 일일 평균 기온 °C (°F)                                        | 0.2 (32.4)    | 3.6 (38.5)    | 9.1 (48.4)    | 15.4 (59.7)   | 20.9 (69.6)   | 25.6 (78.1)   | 27.3 (81.1)   | 25.9 (78.6)   | 21.3 (70.3)   | 15.5 (59.9)   | 8.3 (46.9)    | 2.1 (35.8)    | 14.6 (58.3)   |
| 일평균 최저 기온 °C (°F)                                      | −3.5 (25.7)   | −0.7 (30.7)   | 4.1 (39.4)    | 10.0 (50.0)   | 15.5 (59.9)   | 20.4 (68.7)   | 23.5 (74.3)   | 22.3 (72.1)   | 16.9 (62.4)   | 10.7 (51.3)   | 3.8 (38.8)    | −1.7 (28.9)   | 10.1 (50.2)   |
| 역대 최저 기온 °C (°F)                                        | −15.2 (4.6)   | −15.4 (4.3)   | −7.1 (19.2)   | −2.0 (28.4)   | 4.2 (39.6)    | 11.9 (53.4)   | 15.7 (60.3)   | 12.7 (54.9)   | 5.8 (42.4)    | −0.7 (30.7)   | −12.3 (9.9)   | −15.0 (5.0)   | −15.4 (4.3)   |
| 평균 강수량 mm (인치)                                         | 14.2 (0.56)   | 18.1 (0.71)   | 26.4 (1.04)   | 40.6 (1.60)   | 61.8 (2.43)   | 85.9 (3.38)   | 168.3 (6.63)  | 165.5 (6.52)  | 74.2 (2.92)   | 40.3 (1.59)   | 31.9 (1.26)   | 13.8 (0.54)   | 741 (29.18)   |
| 평균 강수일수 (≥ 0.1 mm)                                      | 4.1           | 4.7           | 5.1           | 5.8           | 7.1           | 7.5           | 11.1          | 10.2          | 8.0           | 5.7           | 5.5           | 4.0           | 78.8          |
| 평균 강설일수                                                 | 3.6           | 3.0           | 1.1           | 0             | 0             | 0             | 0             | 0             | 0             | 0             | 0.8           | 2.1           | 10.6          |
| 평균 상대 습도 (%)                                            | 67            | 66            | 64            | 67            | 69            | 68            | 80            | 84            | 79            | 73            | 72            | 69            | 72            |
| 평균 월간 일조시간                                            | 118.5         | 127.0         | 167.9         | 192.4         | 206.7         | 179.4         | 165.3         | 157.5         | 155.7         | 153.9         | 137.0         | 122.8         | 1,884.1       |
| 가능 일조율                                                   | 38            | 41            | 45            | 49            | 48            | 41            | 38            | 38            | 42            | 44            | 44            | 40            | 42            |
| 출처: 중국기상국 (평년값: 1991년~2020년, 극값: 1971년~2010년) |               |               |               |               |               |               |               |               |               |               |               |               |               |

## 경제

### 농업
화베이 평원에 위치한 상추는 전통적으로 농업 지역이다. 비옥한 토양과 편리한 관개 시설은 농작물 및 다른 식물 생산에 큰 도움을 준다. 2005년에 상추에는 719864헥타르의 경지가 있었다. 가장 중요한 농산품은 밀, 옥수수, 면화, 참깨, 야채, 과일, 담배와 목축이다. 2002년에 약 450만 톤의 농작물, 20만 톤의 면화, 110만 톤의 과일과 55만 톤의 육류를 생산했다. 식품 생산과 포장 회사인 케디 그룹은 이미 중국 제1의 냉동 채소 수출 회사이다.

### 공업
농업과 비교해서 상추의 공업은 상대적으로 덜 발달되어있다. 그러나 1990년대 이래로 급격한 성장을 경험했다. 상추에는 많은 양의 석탄이 매장(융청-샤이 광산의 총 매장량은 100억 톤으로 추정된다)되어있어 전기 발전과 알루미늄 전해와 같은 에너지 산업을 부양하고 있다.

## 문화
화베이 평원의 심장부에 놓여있어 상추는 깊은 문화적 전통의 혜택을 받았다. 중국의 첫 번째 천문 관측소인 에보 타이가 상추에 세워졌다. 송나라 4대 서원 중 하나인 응천 서원이 상추의 쑤이양 구에 위치해있다. 쑤이양 전통 도시는 명나라 때인 1511년에 세워졌고 중국에서 가장 잘 보호된 전통 도시 중 하나로 1986년에 중국 정부에 의해 국가역사문화명성으로 지정되었다. 풍부한 문화는 또한 많은 유명한 문화적 인물들을 배출했다. 중국 문자의 전설적인 발명자인 창힐이 먼 고대에 상추에 살았다. 중국 고대의 위대한 철학자 중 하나인 장자가 BC4세기 경에 이곳에서 태어났다.

## 행정 구역

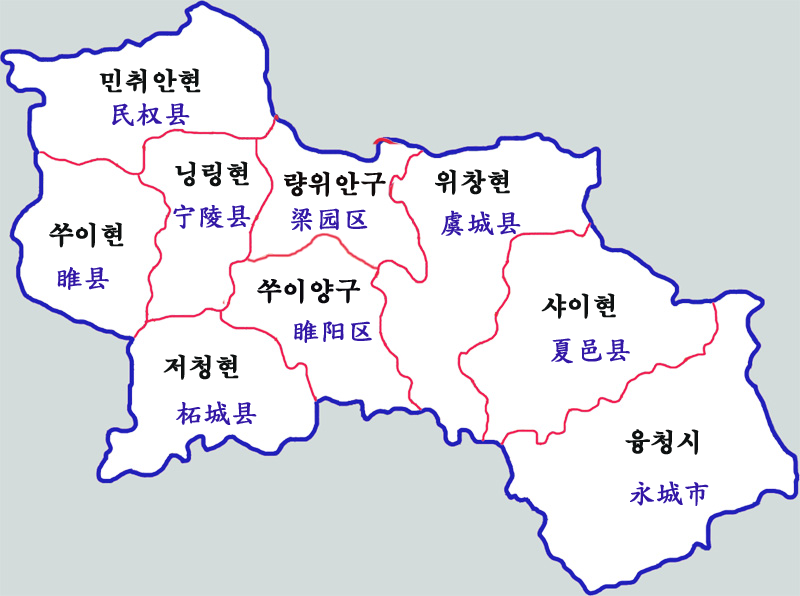
상추시 현급 행정구역도

2개의 시할구, 1개의 현급시, 6개의 현을 관할한다.
시할구
- 량위안 구 (梁园区)
- 쑤이양 구 (睢阳区)

현급시
- 융청 시 (永城市)

현
- 위청 현 (虞城县)
- 샤이 현 (夏邑县)
- 민취안 현 (民权县)
- 닝링 현 (宁陵县)
- 저청 현 (柘城县)
- 쑤이 현 (睢县)

## 출신 인물
- 묵자